# Guillaume Kasbarian
Guillaume Kasbarian (ur. 28 lutego 1987 w Marsylii) – francuski polityk i konsultant, deputowany, w 2024 minister służb publicznych, uproszczenia procedur i transformacji działań publicznych.

## Życiorys
Syn urzędników ormiańskiego pochodzenia. Absolwent szkoły biznesowej ESSEC. Pracował w firmie konsultingowej w Paryżu. W 2016 dołączył do ruchu politycznego Emmanuela Macrona, na bazie którego powstało ugrupowanie La République en marche. W wyborach w 2017 po raz pierwszy uzyskał mandat posła do Zgromadzenia Narodowego w departamencie Eure-et-Loir. Z powodzeniem ubiegał się o reelekcję w 2022 i 2024.
W lutym 2024 został ministrem delegowanym do spraw mieszkalnictwa (przy ministrze transformacji energetycznej i spójności terytorialnej) w gabinecie Gabriela Attala. We wrześniu tego samego roku dołączył natomiast do rządu Michela Barniera, obejmując w nim stanowisko ministra służb publicznych, uproszczenia procedur i transformacji działań publicznych. Zakończył urzędowanie wraz z całym gabinetem w grudniu tego samego roku.